# Iwan Wolwacz
Iwan Moisiejewicz Wolwacz, ros. Иван Моисеевич Вольвач (ur. 23 września 1901 r. we wsi Czeremuszki w guberni charkowskiej, zm. 11 grudnia 1945 r. w ZSRR) – radziecki wojskowy (podpułkownik), oficer sztabu dowódcy Wojsk Wschodnich gen. Ernsta Köstringa, a następnie sztabu wojsk lotniczych Sił Zbrojnych Komitetu Wyzwolenia Narodów Rosji pod koniec II wojny światowej.
20 grudnia 1921 r. wstąpił do Armii Czerwonej. W maju 1924 r. ukończył 6 czugujewską szkołę piechoty, zaś następnie 5 kijowską szkołę piechoty. Służył w 67 Pułku Strzeleckim. 8 lipca 1927 r. został zastępcą dowódcy 34 Samodzielnej Kompanii. Od 9 stycznia 1929 r. dowodził plutonem 69 Pułku Strzeleckiego, zaś od 1 sierpnia 1930 r. kompanią pułku. 2 maja 1931 r. objął dowództwo kompanii 239 Pułku Strzeleckiego. 1 sierpnia 1932 r. został szefem sztabu batalionu pułku. Od 25 grudnia 1932 r. stał na czele dywizyjnego centrum szkoleniowego 80 Dywizji Strzeleckiej. 13 sierpnia 1933 r. został szefem sztabu batalionu 74 Pułku Strzeleckiego. Od 1 grudnia 1934 r. wykładał taktykę w odeskiej szkole piechoty. W 1936 r. awansował do stopnia kapitana. W 1938 r. został skierowany do rezerwy, a następnie aresztowany przez NKWD na fali czystek stalinowskich w wojsku. Na pocz. 1939 r. wypuszczono go na wolność. Od 28 lutego tego roku był wykładowcą taktyki w bakijskiej szkole piechoty. 16 grudnia został zastępcą dowódcy batalionu szkoleniowego szkoły. 20 lutego 1940 r. awansował na majora. 7 stycznia 1941 r. objął funkcję wykładowcy taktyki w wojsko-politycznej szkole Zakaukaskiego Okręgu Wojskowego. Od 18 lutego tego roku był zastępcą dowódcy 241 Pułku Strzeleckiego. Awansował wkrótce na podpułkownika. 30 października został szefem oddziału przygotowania wojskowego sztabu 47 Armii. W sierpniu 1942 r. dostał się do niewoli niemieckiej. W październiku 1944 r. wstąpił do Sił Zbrojnych KONR. W grudniu tego roku ukończył szkołę propagandystów ROA w Dabendorfie pod Berlinem, po czym w stopniu podpułkownika został skierowany do rezerwy oficerskiej. Na pocz. 1945 r. odkomenderowano go do sztabu dowódcy Wojskami Wschodnimi gen. Ernsta Köstringa. Od marca tego roku służył w sztabie wojsk lotniczych Sił Zbrojnych KONR. 30 kwietnia wraz z oficerami sztabu poddał się Amerykanom. Latem 1945 r. został deportowany do ZSRR. Po procesie skazano go na karę śmierci wykonaną 11 grudnia przez rozstrzelanie.